# Мутационная селекция
Мутационная селекция — процесс создания растений с улучшенными характеристиками методом индуцирования мутаций физическими или химическими факторами. В отличие от генетической инженерии, мутационная селекция исключает возможность направленного получения генетических изменений, поскольку подобного рода мутации являются случайными.
Мутационная селекция растений — это процесс, который состоит из облучения семян растений, побегов или измельченных листьев таким излучением, как гамма-лучи, и последующего высаживания семян или выращивание облученного материала в стерильном субстрате, в результате чего появляется росток. Затем отдельные растения размножаются и проводится исследование их характеристик. Для ускорения селекции растений, которые имеют представляющие интерес гены (желательные признаки), используется селекция с помощью молекулярных маркеров — часто её называют маркерной селекцией. Маркерная селекция сопряжена с использованием молекулярных маркеров для селекции растений, имеющих определённые гены, которые демонстрируют желательные признаки. Далее выращиваются те растения, которые обладают такими желательными признаками. Мутационная селекция растений не связана с модификацией генов, а скорее она использует собственные генетические ресурсы растения и воспроизводит естественный процесс спонтанной мутации, которая является двигателем развития, — процесс, на который иначе потребовалось бы сотни миллионов лет. Используя излучения, ученые могут значительно, вплоть до одного года, сократить время, которое требуется для обнаружения выгодных изменений. Надлежащие методы скрининга нацелены на определённые признаки, необходимые для удовлетворения ключевых потребностей, таких как растения, устойчивые к высокой засоленности почвы или стойкие к воздействию определённых вредителей. Это позволяет аттестовать новый сорт для использования в самые сжатые сроки.
При разработке стойких к вредоносным организмам форм растений все чаще приходится прибегать к способам мутационной селекции, основанной на индуцированных (искусственных) мутациях.
Самые большие удачи были получены на базе геномных мутаций, вызывающих у подвергнутых влиянию мутационными причинами организмов полиплоидизацию. Одним из весомых критерий преодоления не скрещиваемости при отдаленной гибридизации считается различный степень плоидности начальных форм. Данный препятствие нередко снимается методом выравнивания значения плоидности у выбранных пар с поддержкой мутагенных моментов. Не считая сего, с поддержкой мутагенов получают мутации с разными, вновь возникающими нужными симптомами, в числе с новыми генами стойкости растений к вредоносным организмам.
Популярны 3 группы мутагенов, или же агентов, вызывающих индуцированные генные и хромосомные мутации: жар, всевозможные виды излучений и хим соединения. В селекции растений на невосприимчивость к вредоносным организмам более обширно применяются радиационные и хим мутагены, Влияние на растения мутагенами приводит к выходу в свет большущего числа мутаций. При данном в одном ряду с смертельными бывают замечены мутации с нужными для селекции симптомами. Различают микро- и макро мутации. Подходящие микро мутации предполагают собой усовершенствованные по 1 интересующему селекционера или же по нескольким симптомам варианты начальных форм растений. Макро мутациями именуют растения с больше быстро модифицированными симптомами, то есть по существу это безусловно новые формы растений.
Моменты искусственного происхождения мутагенеза — радиация и химические мутагены — владеют плюсами и минусами. Плюсом химических мутагенов считается специфичность их воздействия. Впрочем, когда надо вызвать широкую изменчивость полигенов, они уступают в данном радиации.
Ресурсы индуцированных хим мутагенами доминантных мутаций, усиливающих или же сообщающих растениям невосприимчивость, довольно великоваты. В последнее время внимание селекционеров к применению хим мутагенов для сотворения стойких форм (сортов, гибридов и линий) видно увеличился. Так, Черкасская областная селекционная станция, применяя мутации кое-каких рядов кукурузы, возымела серию микро- и макромутаций, на основе коих сотворено некоторое количество многообещающих гибридов с высочайшей стабильностью к кукурузному мотыльку.
Институтом молекулярной биологии и генетики Академии наук УССР вместе с Черкасской гос искусной станцией и Украинской сельскохозяйственной академией сотворен высокопродуктивный вид озимой пшеницы Киянка, характеризующийся увеличенной стабильностью к пыльной головне, мучнистой росе и высочайшей стабильностью к ферментативно-микозному истеканию зерновок.
В ВУЗе экспериментальной биологии растений АН Узбекской ССР на базе хим мутагенеза были сделаны скороспелые виды хлопчатника, устойчивые к вредителям и владеющие качествами самодефолиации. Э. Н. Кобелевой и О. В. Бляндур (1977) способом радиационного мутагенеза сделаны мутантные самоопыленные части кукурузы, устойчивые к пузырчатой головне, фузариозу н бели початков, а также обладающие групповой устойчивостью к этим заболеваниям.
Наращивание темпов работы без ущерба для окружающей среды
Мутационная селекция в случае самоопыляемых культур, размножение которых происходит за счет семян, основана на самооплодотворении (или самоопылении) мутантов до тех пор, пока индуцированная желаемая характеристика не будет стабильно экспрессироваться во многих поколениях мутантов. Зачастую для сохранения желаемых характеристик требуется обратное скрещивание с исходным не мутантным генотипом (часть последовательности ДНК клетки, которая определяет специфические характеристики).
Мутационная селекция основана на индуцировании мутаций и обнаружении мутаций. Она обладает множеством сравнительных преимуществ: это экономичная, быстрая, проверенная и надежная методика. Кроме того, эта технология является передаваемой, широко применяемой, не опасной и безвредной для окружающей среды. На основе более 210 видов растений из более чем 70 стран официально выпущено для коммерческого использования более 3200 мутантных сортов, включая многочисленные сельскохозяйственные культуры, декоративные растения и деревья (источник: Совместная база данных ФАО/МАГАТЭ по мутантным сортам).
Растительные биотехнологии играют важную роль в мутационной селекции. Методы культивирования тканей растений являются мощными инструментами, позволяющими сократить время, необходимое для создания разводимых линий мутантов (то есть таких, которые стабильно передают конкретные признаки своему потомству). Это ограничивает использование индуцированных мутаций культур, которые являются рецессивными (в генетике — когда одна характеристика гена не экспрессируется, поскольку имеется экспрессия другой, доминантной).
Одним из таких средств селекции растений является методика двойного гаплоида, которая предполагает удвоение хромосомного набора гаплоида — организма или клетки, которая имеет только один элемент каждой хромосомной пары.
Другим методом является определение молекулярных маркеров, тесно связанных с определёнными искомыми признаками, которые затем могут быть использованы для быстрого подтверждения этих признаков. Разработка и распространение таких молекулярных маркеров имеет потенциал в отношении дальнейшего укрепления программ мутационной селекции растений, в частности, для основных пищевых культур, таких как рис.

## Описание
Методы мутационной селекции применяются с 1930-х годов. При их использовании наряду с летальными исходами появляются мутации и с полезными признаками. В мутационной селекции растений наиболее широко используются химические (например, этилметансульфонат) и радиационные мутагены. Преимущество первых в специфике их действия, а вторые используются, когда нужно вызвать широкую изменчивость полигенов.

## Использование
Эта технология является широко применяемой и безвредной для окружающей среды. Кроме того, она быстрая, экономичная, проверенная и надёжная. На основе более 210 видов растений из более чем 70 стран официально выпущено для коммерческого использования более 3200 мутантных сортов, включая как сельскохозяйственные культуры, так и декоративные растения.
По состоянию на 2011 год процент всех выпущенных в мире мутагенных сортов по странам составил:
| Страна     | Процент |
| ---------- | ------- |
| Китай      | 25.2 %  |
| Япония     | 15.0 %  |
| Индия      | 11.5 %  |
| Россия     | 6.7 %   |
| Нидерланды | 5.5 %   |
| Германия   | 5.3 %   |
| США        | 4.3 %   |
| Болгария   | 2.4 %   |
| Вьетнам    | 1.7 %   |
| Бангладеш  | 1.4 %   |